# إيرل هدسون
إيرل هدسون (بالإنجليزية: Earl Hudson)‏ هو موسيقي أمريكي، ولد في 16 ديسمبر 1957 في ألاباما في الولايات المتحدة.

## وصلات خارجية
- إيرل هدسون على موقع ميوزك برينز (الإنجليزية)
- إيرل هدسون على موقع ديسكوغز (الإنجليزية)